# Мешково (Медынский район)
Мешково — деревня в Медынском районе Калужской области России. Входит в сельское поселение «Деревня Гусево». До упразднения уездно-губернского деления входило в состав  Гиреевской волости Медынского уезда . Население — 5 человек.

## География
Находится в пределах Смоленско-Московской возвышенности Русской равнины. Стоит на недалеко от реки Шаня, на безымянном овраге, делящем деревню пополам. Деревня Гребенкино расположена в 19,5 км от города Медынь, и в 2,0 км от центра сельского поселения — деревни Гусево. Ближайшие населённые пункты: деревня Коняево (1,2 км), деревня Прокшино (2,3 км) и деревня Гребёнкино (1,4 км).

## История
Существует с XIX века, на планах генерального межевания Медынского уезда (1790 г) не нанесено. В 1859 году Мешково — владельческая деревня 2-го стана Медынского уезда Калужской губернии при реке Шаня, 196 жителей, по левую сторону тракта Медынь-Гжатск. В 1914 году Мешково — деревня Гиреевской волости Медынского уезда, в ней 264 жителей.

### 1942 года
16 января 53-ая стрелковая дивизия, освободив Медынь, выдвинулась в район Романово, Елешня-1, Елешня-2.  В Романово было встречено сильное сопротивление противника. Были оставлены заслоны и дивизия направилась в район Коняево—Мешково.
17 января 1942 года  из района Гусево, Мешково, Гребёнкино выдвинулась в сторону станции Кошняки.

## Население
| 2002 | 2010 |
| ---- | ---- |
| 14   | ↘5   |

## Инфраструктура
Личное подсобное хозяйство с зоной сельскохозяйственного использования, индивидуальная застройка усадебного типа.

## Транспорт
Деревня доступна по просёлочным дорогам. 